# Diario de Greg: Mala Suerte
Diario de Greg: Mala Suerte, es una novela de comedia escrita por el estadounidense Jeff Kinney. Fue lanzado originalmente el 5 de noviembre de 2013 en Estados Unidos con 5 millones de copias vendidas. Esta es la octava entrega de los 16 libros que se han escrito.

## Sinopsis
¡Pobre Greg! Definitivamente, está atravesando por una mala racha. Su mejor amigo, Rowley Jefferson, no le hace caso desde que tiene novia. La cosa está tan mal que hasta Manny, su hermano pequeño, tiene más amigos que él...
Sin embargo, Greg no piensa rendirse y está dispuesto a todo con tal de convertirse, de una vez por todas, en el chico más popular del colegio. ¿Cambiará su suerte o su vida está destinada a ser el drama de un fracasado?

Greg empieza el libro contando de Rowley y su nueva novia, Abigail. Habla de lo repulsivo que se puso, y cuenta historias del pasado con Rowley, como cuando él le avisaba cuando había caca de perro, o cuando tenían que correr al atravesar un bosque donde había chicos que no iban a la escuela y que estaban comandados por un tal Meckley Mingo. Luego habla de la relación entre chica y chica y chico y chico, que son totalmente distintas, basándose en una serie de novelas que leyó llamada "Las compañeras de la fiesta de pijamas". Más tarde habla de "La regla de los cinco segundos", que si se cae comida al suelo, puede volver a comerse, mientras que no haya pasado más de 5 segundos en el piso. Gracias a esto, Abigail y Rowley se van de la mesa del comedor donde estaba sentado Greg. 
Después cuenta sobre Mikey, un amigo de Manny. Habla sobre los puntos de campeón, unos vales que se reciben si se es amable. Cuantos más puntos de campeón tengas, más recreo vas a tener. Además habla de como sus compañeros falsificaron y fotocopiaron los vales para tener recreo extra, hasta que la escuela los suspendió.
Cuenta cuando su mamá lo llevó a comprar ropa, y de los únicos zapatos que no heredó de Rodrick. Va al colegió con sus nuevos tenis, pero, como no estaba Rowley para avisarle cuando había caca de perro, terminó pisando heces, y dándose cuenta en medio de un examen. Greg se pone en busca de un amigo. Habla sobre varios, pero al final se decide con Fregley. No mucho para ser su amigo, sino para usarlo como alguien chistoso que lo haga quedar bien. 
La mamá de Greg, avisa de sorpresa que para Semana Santa su familia va a ir a visitar. Greg habla de cada una de sus tías, y de su bisabuela fallecida llamada Meemaw, y como envolvía y escondía los huevos de Pascua en el jardín, además de ponerle de vez en cuando algún regalito adentro. Cuenta la última vez que toda la familia se vio, en el funeral de Meemaw. Susan, la mamá de Greg notó que Meemaw no llevaba puesto el anillo de diamantes, y toda la familia se puso histérica ya que ese anillo había pertenecido a la familia tres generaciones. Cuando llegó la familia de Susan, Greg esperaba que la discusión sobre el anillo retomara, pero no sucedió. Vuelve a hablar sobre sus familiares, y sobre situaciones relacionadas con Peepaw, su bisabuelo, donde no pudo contener la risa. Una de las tías de Greg, precisamente la Tía Audra, cree en las videntes. Una de ellas le dijo que el anillo estaría en un álbum de fotos, así que todos se pusieron a revisarlos. Entonces se dieron cuenta de que la vidente podría no hablar literalmente, que una foto les podía dar una pista. Y así fue, encontraron una en la que Meemaw, durante las Pascuas anterior, llevaba el anillo mientras estaba envolviendo los huevos, y en la próxima foto el anillo no estaba. Entonces todos pensaron que podría estar adentro, ya que en sus últimos días Meemaw no estaba bien de la cabeza, de algún huevo que no se encontró. Por eso todos se pusieron a buscar ese huevo, y el que lo encontrara, se lo quedaría. Al final el huevo no se encontró. La tía Gretchen, madre de dos hijos revoltosos, se quedaron en la casa de los Heffley. Sin embargo, uno de los hijos de Gretchen, denunció, y llamó a la policía a la familia, porque no quedaba ketchup. Frank, el papá de Greg, tuvo que estar dos horas explicándole a la policía lo sucedido. Gracias a esto, Frank echó a Gretchen y a sus hijos. 
Greg encuentra abajo de la cama de Rodrick una Magic Ball 8, y empieza a utilizarla para responder preguntas, y recibir consejos. Cuando Greg estaba jugando con sus videojuegos, la mamá le dice que tiene que salir y tomar aire fresco, pero Greg se esconde en un armario. Allí encontró, por ejemplo, unos libros de educación a los hijos que Susan utilizó para criarlos. Se encontraban cuestiones como la psicología a la inversa, o como explicarle a un hijo que una de sus mascotas se murió. También encontró a varios Cosquillas, un peluche con el que Greg jugaba mucho. Cuando se fueron de vacaciones, el peluche se perdió. Intentaron recuperarlo pero no pudieron. Greg volvió de las vacaciones muy triste. Cuando despertó, ya en su casa, vio que en su mesita de luz estaba Cosquillas. Susan le explicó que volvió caminando porque lo quería mucho. La verdad es que la mamá tenía varios guardados en el armario, preparada para una ocasión como esa.
Greg quiere un celular propio. Usa la psicología a la inversa y funciona, ya que sus papás deciden comprarle uno, con la condición de que lo comparta con Manny, y nada de enviar mensajes a sus amigos. Sin embargo, cuando estaba en el baño haciendo sus necesidades y jugando a juegos del teléfono, entra en una videollamada con otra de sus tías, Tía Verónica. Del susto se le cae el celular por el inodoro y no lo puede recuperar. 
Cansado de jugarse la vida cada vez que pasa por el bosque de los Mingo, Greg desea anotarse en uno de los clubes de la escuela. Con la ayuda de la bola mágica, se anota en el club del Anuario Escolar. Él se encargará de sacar fotos, a cambio de $5 cada foto que se publique. 
Revisando otra vez en el armario, encuentra la Pijama Manta, un producto que había visto en televisión, y que curiosamente le habían regalado la Navidad anterior. La Pijama Manta es una manta con mangas y guantes. Greg la llevó a la escuela, debajo de la ropa. Hace educación física y empieza a sudar mucho, por eso decide quitársela, pero no puede, ya que está roto el cierre. Así que debe tenerla puesta todo el día. En un examen que consistía en verdadero o falso, se ayuda con la Bola Mágica, pero gracias a la Pijama Manta, se le resbala y se le cae al piso, rodando hasta el escritorio de la profesora que lo acusa de tratar de copiarse o algo parecido. Esta avisa al subdirector, y llaman a la mamá, que lo defiende, explicando que uno de esos juguetes no sirven. Greg se empieza a preocupar por sus notas y la idea de tener que ir a la escuela en verano. Luego habla sobre su proyecto de ciencias, que todavía no lo tiene terminado. 
Lo llaman para fotografiar a los chicos más populares del año. Se lleva una sorpresa al ver que Fregley fue elegido el chico más popular, y le agarraron náuseas al ver que entraron Abigail y Rowley, elegidos como la pareja del año. 
Al final del libro, Rowley y Abigail rompen, y así Greg y Rowley vuelven a ser mejores amigos.
Greg tira la Bola Mágica al jardín de su abuela, ya que al caerse al piso en el examen dejó de funcionar. Desesperado con su proyecto de ciencias, decide pedirle ayuda a Erick Glick, el chico que falsificaba los puntos de campeón. Sin embargo luego se arrepiente y decide no pagar por un proyecto ya usado.
Una noticia de último momento alegra a Greg: Abigail y Rowley dejaron de ser novios una semana después de ser elegidos como la pareja ideal. Al parecer, Abigail volvió con Michael Sampson. Así, con Rowley todo volvió a la normalidad. 
Greg hace el trabajo de Ciencias horas antes de ir a la escuela, hablando sobre los anillos de Saturno. 
Al final cuando quería buscar la Bola Mágica en la casa de su abuela, encuentra un huevo que contenía el anillo de diamantes. Para no causar discusión, decide guardarlo en el armario.
- Datos: Q14622962